# Duas Estradas
Duas Estradas är en kommun i Brasilien.   Den ligger i delstaten Paraíba, i den östra delen av landet, 1 700 km nordost om huvudstaden Brasília. Antalet invånare är 3 640.
Omgivningarna runt Duas Estradas är huvudsakligen savann. Runt Duas Estradas är det ganska tätbefolkat, med 75 invånare per kvadratkilometer.